# Мински рејон
Мински рејон (блр. Мінскі раён; рус. Ми́нский район) је административна јединица другог нивоа у централном делу Минске области у Републици Белорусији. Административни центар рејона је град Минск који се, иако је административни центар не нелази у саставу рејона него је посебна административна јединица.

## Географија
Мински рејон обухвата територију површине 1.902,66 км² и на 8. је месту по величини у Минској области. Окружен је са 9 других рејона Минске области: Лагојским, Смаљавичким, Червењским, Пухавицким, Узданским, Дзјаржинским, Валожинским, Маладзеченским и Вилејским рејоном.
Мински рејон захвата подручје Минског побрђа са просечним надморским висинама између 180 и 250 метара, док је највиша тачка гора Лисаја са висином од 342 метра.
Клима је умереноконтинентална, са просечним јануарским температурама од -6,9 °C и јулским од 17,7 °C. Просечна годишња количина падавина је 698 мм. Вегетациони период траје 186 дана.
Најважнији водотоци су реке Свислач и Птич, а највеће језеро Заславско.

## Историја
Рејон је основан 29. јуна 1934. године, а у садашњим границама је од 2012. године.

## Демографија
Према резултатима пописа из 2009. на подручју Минског рејона стално је било насељено 159.569 становника или у просеку 78,93 ст./км².
Основу популације чине Белоруси (84,58%), Руси (9,23%) и Украјинци (1,56%).

## Администрација
Мински рејон је административно подељен на 20 општина, од чега је једна градска са седиштем у граду Заславју, једна урбана и 18 сеоских општина. У рејону постоји укупно 361 насељено место.
Поред Заславја, статус урбаног насеља има још и варошица Мачулишчи.

## Саобраћај
Кроз рејон пролазе неке од најважнијих саобраћајница у земљи. Најважнији железнички правци су Брест—Барановичи—Минск—Орша (и даље ка Украјини), затим линија Гомељ—Жлобин—Асиповичи—Минск—Маладзечна.
Најважније друмске трасе су аутопут Брест—Минск—руска граница (М1), Минск—Гомељ (М5), Минск—Могиљов (М4), Минск—Гродно (М6), Минск—Витебск (М3), Минск—Слуцк—Микашевичи (Р23), Минск—Нарач (Р28).